# Lista de deputados federais do Brasil da 41.ª legislatura
Esta é a lista de deputados federais do Brasil da 41.ª legislatura do Congresso Nacional. Inclui-se o nome civil dos parlamentares, o partido ao qual eram filiados na data da posse e a quantidade de votos que receberam para sua eleição, sua unidade federativa de origem, bem como outras informações. Esta legislatura da Câmara dos Deputados durou de 1.º de fevereiro de 1959 a 31 de janeiro de 1963.
Esta é uma lista de deputados federais do Brasil eleitos para a 41.ª Legislatura. São relacionados o nome dos parlamentares que assumiram o cargo em 1959, cujo mandato expirou em 1963.

## Mesa diretora
| Imagem | Cargo              | Nome                                                       | Partido | Estado            |
| ------ | ------------------ | ---------------------------------------------------------- | ------- | ----------------- |
|        | Presidente         | Ranieri Mazzilli (Paschoal Ranieri Mazzilli)               | PSD     | São Paulo         |
|        | 1° vice-presidente | Milton Brandão (Tertuliano Milton Brandão)                 | PSP     | Piauí             |
|        | 2° vice-presidente | José Maria Alkmin                                          | PSD     | Minas Gerais      |
|        | 1° secretário      | José Sarney (José Sarney Ribamar Ferreira de Araújo Costa) | UDN     | Maranhão          |
|        | 2° secretário      | Dirceu Cardoso                                             | PSD     | Espírito Santo    |
|        | 3° secretário      | Sílvio Braga (Sílvio Leopoldo de Macambira Braga)          | PSP     | Pará              |
|        | 4° secretário      | Fernando Ferrari                                           | PTB     | Rio Grande do Sul |
|        | 1° suplente        | Carlos Jereissati                                          | PTB     | Ceará             |
|        | 2° suplente        | Benjamin Farah (Benjamin Miguel Farah)                     | PSP     | Distrito Federal  |
|        | 3° suplente        | Antônio Cunha Bueno (Antônio Sílvio Cunha Bueno)           | PSD     | São Paulo         |
|        | 4° suplente        | Franco Montoro (André Franco Montoro)                      | PDC     | São Paulo         |

## Relação

### Acre
| Nome              | Partido | Observação |
| ----------------- | ------- | ---------- |
| Augusto de Araújo | PTB     |            |
| José Guiomard     | PSD     |            |
| Oscar Passos      | PTB     |            |
| Valério Magalhães | PSD     |            |

### Alagoas
| Nome                        | Partido | Observação |
| --------------------------- | ------- | ---------- |
| Abrahão Moura               | PSP     |            |
| Aloysio Nonô                |         |            |
| Ary Pitombo                 | PTB     |            |
| Aurélio Viana da Cunha Lima | PSB     |            |
| Carlos Gomes de Barros      | UDN     |            |
| José Maria de Melo          | PTN     |            |
| Luiz Cavalcante             | PSD     |            |
| Medeiros Neto               | ARENA   |            |
| Segismundo Andrade          | UDN     |            |
| Souza Leão                  | PSP     |            |

### Amapá
| Nome            | Partido | Observação |
| --------------- | ------- | ---------- |
| Amilcar Pereira | PSD     |            |

### Amazonas
| Nome                            | Partido | Observação |
| ------------------------------- | ------- | ---------- |
| Adalberto Valle                 | PTB     |            |
| Almino Monteiro Alvares Affonso |         |            |
| Artur Virgílio Filho            | PTB     |            |
| Jayme Araújo                    | UDN     |            |
| João Veiga                      | PTB     |            |
| Justino Melo                    | PTB     |            |
| Pereira da Silva                | PSD     |            |
| Wilson Calmon                   | PSP     |            |

### Bahia
| Nome                              | Partido | Observação |
| --------------------------------- | ------- | ---------- |
| Alaim Melo                        | UDN     |            |
| Aliomar Baleeiro                  | UDN     |            |
| Aloysio de Souza Castro           | PSD     |            |
| Alves Macêdo                      | UDN     |            |
| Antônio Carlos Magalhães          | UDN     |            |
| Antônio Magalhães Fraga           | PR      |            |
| Augusto Públio                    | PSD     |            |
| Berbert de Castro                 | PSD     |            |
| Clemens Sampaio                   | PTB     |            |
| Dantas Júnior                     | UDN     |            |
| Edgard Pereira                    |         |            |
| Edvaldo Flôres                    | UDN     |            |
| Elziro Macedo                     | PS      |            |
| Eunápio de Queiroz                | PSD     |            |
| Fernando Santanna                 |         |            |
| Hanequim Dantas                   | UDN     |            |
| Hélio Cabal                       | UDN     |            |
| Hélio Machado                     | PDC     |            |
| Hélio Ramos                       | PR      |            |
| Hermógenes Príncipe               | PSD     |            |
| Hildebrando de Góes               | PSD     |            |
| João Mendes da Costa Filho        | UDN     |            |
| Lafayette Coutinho de Albuquerque | UDN     |            |
| Luiz Viana Filho                  | UDN     |            |
| Manoel Novaes                     | PR      |            |
| Miguel Calmon                     | PSD     |            |
| Nestor Duarte                     | UDN     |            |
| Nonato Marques                    | PSD     |            |
| Oliveira Brito                    | PSD     |            |
| Raimundo Brito                    | PR      |            |
| Raphael Cincurá                   | UDN     |            |
| Régis Pacheco                     | MDB     |            |
| Rubem Nogueira                    | PSD     |            |
| Ruy Santos                        | UDN     |            |
| Theódulo Albuquerque              | PR      |            |
| Salomão Rehen                     | PR      |            |
| Vasco Filho                       | UDN     |            |
| Waldir Pires                      |         |            |

### Ceará
| Nome                     | Partido | Observação |
| ------------------------ | ------- | ---------- |
| Adahil Cavalcanti        | UDN     |            |
| Adolfo Gentil            | PSD     |            |
| Antônio Alencar Araripe  | UDN     |            |
| Álvaro Lins Cavalcante   | PSP     |            |
| Armando Falcão           |         |            |
| Bonaparte Maia           | PTB     |            |
| Carlos Jereissatti       | PTB     |            |
| Coelho Mascarenhas       | PSD     |            |
| Colombo de Souza         | PSD     |            |
| Costa Lima               | UDN     |            |
| Dager Serra              | PSD     |            |
| Dias Macedo              | PSD     |            |
| Edilson Melo Távora      | UDN     |            |
| Ernesto Sabóia           | UDN     |            |
| Esmerino Arruda          | ARENA   |            |
| Euclides Wicar           | PSD     |            |
| Expedito Machado         | PSD     |            |
| Francisco Monte          | PTB     |            |
| Furtado Leite            |         |            |
| Jonas Carlos             | PTB     |            |
| Leão Sampaio             | ARENA   |            |
| Martins Rodrigues        | PSD     |            |
| Moreira da Rocha (Filho) | PTB     |            |
| Ozires Pontes            | PTB     |            |
| Paulo Sarasate           | UDN     |            |
| Santos Lima              | PSD     |            |

### Espírito Santo
| Nome                | Partido | Observação |
| ------------------- | ------- | ---------- |
| Álvaro Castelo      | PSD     |            |
| Bagueira Leal       | UDN     |            |
| Dirceu Cardoso      | PSD     |            |
| Lourival de Almeida | PSD     |            |
| Napoleão Fontenele  | PSD     |            |
| Nelson Monteiro     | PSD     |            |
| Oswaldo Zanello     | PRP     |            |
| Ramon Oliveira Neto | PTB     |            |
| Rubens Rangel       | PTB     |            |

### Goiás
| Nome                  | Partido | Observação |
| --------------------- | ------- | ---------- |
| Alfredo Nasser        | PSP     |            |
| Anísio Rocha          | PSD     |            |
| Armando Storni        | PSD     |            |
| Benedito Vaz          | MDB     |            |
| Castro Costa          | PSD     |            |
| Dario Cardoso         | PTB     |            |
| Emival Caiado         | UDN     |            |
| Geraldo Rodrigues     | PTB     |            |
| José Elias            | PSD     |            |
| Mauro Borges Teixeira | PSD     |            |
| Nicanor Silva         | PSD     |            |
| Rezende Monteiro      | PTB     |            |
| Wagner Estelita       | PSD     |            |
| Willmar Guimarães     | ARENA   |            |

### Guanabara
| Nome                              | Partido | Observação |
| --------------------------------- | ------- | ---------- |
| Adaucto Cardoso                   | UDN     |            |
| Aguinaldo Costa                   | UDN     |            |
| Benjamim Farah                    | PTB     |            |
| Breno Dhalia da Silveira          | PSB     |            |
| Cardoso de Menezes                | UDN     |            |
| Carlos Lacerda                    | UDN     |            |
| Chagas Freitas                    | MDB     |            |
| Eloy Dutra                        | PTB     |            |
| Frota Aguiar                      | UDN     |            |
| Geraldo Siffert                   | UDN     |            |
| Gurgel do Amaral                  | PSP     |            |
| Hamilton Nogueira                 | MDB     |            |
| Hélio Gomes                       | PSP     |            |
| José Talarico                     | PTB     |            |
| Jurandir de Castro Pires Ferreira | PSD     |            |
| Mário de Souza Martins            | UDN     |            |
| Maurício Joppert da Silva         | UDN     |            |
| Mendes de Moraes                  | ARENA   |            |
| Menezes Côrtes                    | UDN     |            |
| Lycio Hauer                       | PTB     |            |
| Nelson Carneiro                   | PSD     |            |
| Rubens Berardo                    | PTB     |            |
| Sérgio Magalhães                  | PTB     |            |
| Waldyr Simões                     | MDB     |            |

### Maranhão
| Nome               | Partido | Observação |
| ------------------ | ------- | ---------- |
| Achilles Cruz      | PSP     |            |
| Antônio Jorge Dino | PSD     |            |
| Cesário Coimbra    | PSD     |            |
| Cid Carvalho       | PSD     |            |
| Clodomir Millet    | PSP     |            |
| Eurico Ribeiro     | PSD     |            |
| Henrique La Rocque | PSP     |            |
| José Rio           | PSD     |            |
| José Sarney        | UDN     |            |
| Lister Caldas      | PSD     |            |
| Miguel Bahury      | PSD     |            |
| Neiva Moreira      |         |            |
| Newton Belo        | PSD     |            |
| Pedro Braga        | UDN     |            |
| Renato Archer      | PSD     |            |

### Mato Grosso
| Nome               | Partido | Observação |
| ------------------ | ------- | ---------- |
| Castro Pinto       | UDN     |            |
| Corrêa da Costa    | ARENA   |            |
| Fernando Ribeiro   | UDN     |            |
| Mendes Canale      | PSD     |            |
| Mendes Gonçalves   | PSD     |            |
| Philadelpho Garcia | PSD     |            |
| Rachid Mamed       | PSD     |            |
| Saldanha Derzi     | UDN     |            |
| Wilson Fadul       | PTB     |            |

### Minas Gerais
| Nome                             | Partido | Observação |
| -------------------------------- | ------- | ---------- |
| Abel Rafael                      | PR      |            |
| Afrânio Rodrigues                | PSD     |            |
| Badaró Júnior                    | PSD     |            |
| Bias Fortes                      | PSD     |            |
| Bilac Pinto                      | ARENA   |            |
| Carlos do Lago                   | PSD     |            |
| Carlos Luz                       | PSD     |            |
| Carlos Murilo Felício dos Santos | PSD     |            |
| Celso Brant                      | PR      |            |
| Celso Murta                      | PSD     |            |
| Clarimundo Chapadeiro            | PSD     |            |
| Bento Gonçalves                  |         |            |
| Elias Carmo                      | UDN     |            |
| Esteves Rodrigues                | PR      |            |
| Feliciano de Oliveira Pena       | PR      |            |
| França Campos                    | PSD     |            |
| Gabriel Gonçalves da Silva       | PTB     |            |
| Geraldo Freire                   | ARENA   |            |
| Geraldo Mascarenhas              | PTB     |            |
| Geraldo Vasconcelos              | PSD     |            |
| Guilherme Machado                |         |            |
| Guilhermino de Oliveira          | ARENA   |            |
| Gustavo Capanema                 |         |            |
| Humberto Reis                    | PR      |            |
| Jaeder Albergaria                | ARENA   |            |
| José Alkmim                      |         |            |
| José Arnaldo                     | PR      |            |
| José Bonifácio                   | ARENA   |            |
| José Humberto                    | ARENA   |            |
| José Raimundo                    | PTB     |            |
| Leopoldo Maciel                  | UDN     |            |
| Magalhães Pinto                  | UDN     |            |
| Manoel de Almeida                | PSD     |            |
| Mário Palmério                   | PTB     |            |
| Maurício de Andrade              | PSD     |            |
| Milton Reis                      |         |            |
| Monteiro de Castro               | UDN     |            |
| Nogueira da Gama                 | PTB     |            |
| Nogueira de Rezende              | PR      |            |
| Oscar Corrêa                     | UDN     |            |
| Ovídio de Abreu                  | PSD     |            |
| Ozanam Coelho                    | PSD     |            |
| Paulo Freire de Araújo           | PR      |            |
| Pedro Aleixo                     | UDN     |            |
| Pedro Vidigal                    |         |            |
| Pimenta da Veiga                 | PSD     |            |
| Pinheiro Chagas                  | PSD     |            |
| Rezende Passos                   | UDN     |            |
| Rondon Pacheco                   | UDN     |            |
| Padre Nobre                      | PTB     |            |
| San Tiago Dantas                 | PTB     |            |
| Sette de Barros                  | PTB     |            |
| Souza Carmo                      | PR      |            |
| Tristão da Cunha                 | PR      |            |
| Último de Carvalho               | PSD     |            |
| Uriel Alvim                      | PSD     |            |
| Walter Athayde                   | PTB     |            |
| Walter Passos                    | PR      |            |

### Pará
| Nome                    | Partido | Observação |
| ----------------------- | ------- | ---------- |
| Armando de Souza Corrêa | PSD     |            |
| Deodoro de Mendonça     | PSP     |            |
| Epílogo de Campos       | UDN     |            |
| Ferro Costa             | UDN     |            |
| Gabriel Hermes Filho    | ARENA   |            |
| João Menezes            | MDB     |            |
| Océlio de Medeiros      | PSD     |            |
| Sylvio Braga            | PSP     |            |

### Paraíba
| Nome                          | Partido | Observação |
| ----------------------------- | ------- | ---------- |
| Abelardo Jurema               | PSD     |            |
| Alcides Carneiro              | PSD     |            |
| Apolônio Sales de Miranda     | PSD     |            |
| Domício Barreto               | PSD     |            |
| Drault Ernanny                | PSD     |            |
| Ernâni Satyro                 | UDN     |            |
| Holanda Cunha                 | PTB     |            |
| Humberto Lucena               | MDB     |            |
| Ivan Bichara                  | UDN     |            |
| Jacob Frantz                  | PTB     |            |
| Jader Medeiros                | PSD     |            |
| Janduhy Carneiro              |         |            |
| João Agripino                 | UDN     |            |
| João Úrsulo                   | UDN     |            |
| José Joffily Bezerra de Mello | PSD     |            |
| Luiz Bronzeado                | UDN     |            |
| Plínio Lemos                  | PL      |            |
| Raul de Goes                  | PSP     |            |

### Paraná
| Nome                   | Partido | Observação |
| ---------------------- | ------- | ---------- |
| Accioly Filho          | PDC     |            |
| Antônio Baby           | PTB     |            |
| Antônio de Paula Filho | PTB     |            |
| Egon Bercht            | PTB     |            |
| Estefano Mikilita      | PDC     |            |
| Ivan Luz               | PRP     |            |
| Jânio Quadros          | PTB     |            |
| Jorge de Lima          | PTB     |            |
| José da Silveira       | PTB     |            |
| Lustosa de Oliveira    | PTB     |            |
| Maia Neto              | PTB     |            |
| Mário Gomes da Silva   | PSD     |            |
| Miguel Buffara         | PTB     |            |
| Munhoz da Rocha        | PR      |            |
| Newton Carneiro        | UDN     |            |
| Ney Braga              | PDC     |            |
| Oliveira Franco        | PSD     |            |
| Raphael Rezende        | PSD     |            |
| Othon Mader            | UDN     |            |
| Petrônio Fernal        | PTB     |            |

### Pernambuco
| Nome                              | Partido | Observação |
| --------------------------------- | ------- | ---------- |
| Adelmar da Costa Carvalho         | MDB     |            |
| Aderbal de Araújo Jurema          | PSD     |            |
| Alde Sampaio                      | UDN     |            |
| Amaury Pedrosa                    |         |            |
| Andrade Lima Filho                | PSD     |            |
| Armando Monteiro Filho            | PSD     |            |
| Alfredo de Arruda Camara          |         |            |
| Barbosa Lima Sobrinho             | PSB     |            |
| Bezerra Leite                     | PTB     |            |
| Clélio Lemos                      | PSD     |            |
| Dias Lins                         | UDN     |            |
| Etelvino Lins                     | PSD     |            |
| Fernando Augusto Mendonça         | PTB     |            |
| Geraldo Guedes                    | ARENA   |            |
| Gileno di Carli                   | PSD     |            |
| Hélio Coutinho Corrêa de Oliveira | PSD     |            |
| João Cleofas de Oliveira          | PSD     |            |
| João Roma                         |         |            |
| José Lopes de Siqueira Santos     | PTB     |            |
| Josué de Castro                   | PTB     |            |
| Lamartine Távora                  | PTB     |            |
| Magalhães Melo                    | PR      |            |
| Milvernes Lima                    | PSD     |            |
| Ney Maranhão                      | ARENA   |            |
| Nilo Coelho                       | PSD     |            |
| Oswaldo Lima Filho                | PTB     |            |
| Petronilo Santa Cruz              | MDB     |            |
| Souto Maior                       | PTB     |            |

### Piauí
| Nome                | Partido | Observação |
| ------------------- | ------- | ---------- |
| Clidenor de Freitas | PTB     |            |
| Ezequias Costa      | UDN     |            |
| Ferreira Castro     | PSD     |            |
| Dyrno Pires         | PSD     |            |
| Heitor Cavalcanti   | UDN     |            |
| José Cândido Ferraz | UDN     |            |
| Laurentino Pereira  | PSD     |            |
| Lustosa Sobrinho    | UDN     |            |
| Milton Brandão      | PSP     |            |
| Moura Santos        | PSD     |            |

### Rio de Janeiro
| Nome                            | Partido | Observação     |
| ------------------------------- | ------- | -------------- |
| Aarão Steinbruch                | PTB     | Rio de Janeiro |
| Affonso Celso Ribeiro de Castro | PSD     |                |
| Augusto de Gregório             | PTB     |                |
| Bocayuva Cunha                  | PTB     |                |
| Brígido Tinoco                  | PSD     |                |
| Domingos Vellasco               | PTB     |                |
| Edilberto Castro                | UDN     |                |
| Gabriel Ferraz                  | PSP     |                |
| Heli Ribeiro                    | PTB     |                |
| Jonas Bahiense                  | PTB     |                |
| José Pedroso                    | PSD     |                |
| Mário Guimarães                 | UDN     |                |
| Mário Tamborindeguy             | PSD     |                |
| Moacyr Azevedo                  | PSD     |                |
| Nelson Rocha                    | PSD     |                |
| Paiva Muniz                     | PTB     |                |
| Pereira Nunes                   | PSP     |                |
| Pereira Pinto                   | UDN     |                |
| Raymundo Padilha                | UDN     |                |
| Sá Tinoco                       | PTB     |                |
| Salo Brand                      | PSP     |                |
| Saturnino Braga                 | PSD     |                |
| Tenório Cavalcanti              | UDN     |                |
| Vasconcelos Torres              | PSD     |                |

### Rio Grande do Norte
| Nome              | Partido | Observação |
| ----------------- | ------- | ---------- |
| Aluízio Alves     |         |            |
| Clovis Motta      | PSD     |            |
| Djalma Maranhão   | UDN     |            |
| Djalma Marinho    | UDN     |            |
| Jessé Freire      | ARENA   |            |
| João Frederico    | UDN     |            |
| José Arnaud       | PSD     |            |
| Olavo Galvão      | PTB     |            |
| Raimundo Soares   | UDN     |            |
| Ruy Paiva         | PSP     |            |
| Tarcísio Maia     | UDN     |            |
| Teodorico Bezerra | PSD     |            |
| Túlio Fernandes   | PSD     |            |
| Xavier Fernandes  | PSP     |            |

### Rio Grande do Sul
| Nome                    | Partido | Observação |
| ----------------------- | ------- | ---------- |
| Adylio Vianna           | PTB     |            |
| Alberto Hoffmann        | PRP     |            |
| Daniel Dipp             | PTB     |            |
| Arno Fernando Arnt      | PRP     |            |
| César Prieto            | MDB     |            |
| Clóvis Pestana          | PSD     |            |
| Coelho de Souza         | PL      |            |
| Croacy Oliveira         | PTB     |            |
| Daniel Agostinho Faraco | ARENA   |            |
| Fernando Ferrari        | MTR     |            |
| Flores da Cunha         | PTB     |            |
| Floriceno Paixão        |         |            |
| Giordano Alves          | PTB     |            |
| Hermes de Souza         | PSD     |            |
| Humberto Gobbi          | PTB     |            |
| Joaquim Duval           | PSD     |            |
| Lino Braun              | MDB     |            |
| Marcial Terra           | PSD     |            |
| Lucídio Ramos           | PL      |            |
| Nestor Jost             | PSD     |            |
| Nestor Pereira          | PRP     |            |
| Norberto Schmidt        | PL      |            |
| Odalgiro Corrêa         | PSD     |            |
| Osmar Grafulha          | PTB     |            |
| Paulo Mincarone         |         |            |
| Raul Pilla              | PL      |            |
| Raymundo Chaves         | PSD     |            |
| Ruy Ramos               | PTB     |            |
| Tarso Dutra             | PSD     |            |
| Temperani Pereira       | PTB     |            |
| Theobaldo Neumann       | PTB     |            |
| Unírio Machado          | PTB     |            |
| Victor Issler           | PTB     |            |
| Willy Frohlich          | PSD     |            |
| Wilson Vargas           | PTB     |            |

### Rondônia
| Nome             | Partido | Observação |
| ---------------- | ------- | ---------- |
| Aluísio Ferreira | PTB     | Rondônia   |

### Roraima
| Nome          | Partido | Observação |
| ------------- | ------- | ---------- |
| Nova da Costa | PSD     | Roraima    |

### Santa Catarina
| Nome                        | Partido | Observação |
| --------------------------- | ------- | ---------- |
| Antônio Carlos Konder Reis  | UDN     |            |
| Arão Rebelo                 | PSD     |            |
| Aristiliano Ramos           | PSD     |            |
| Aroldo Carneiro de Carvalho | UDN     |            |
| Atílio Fontana              | PSD     |            |
| Carneiro de Loyola          | UDN     |            |
| Celso Branco                | UDN     |            |
| Doutel de Andrade           | PTB     |            |
| Elias Adaime                | PSD     |            |
| Joaquim Ramos               | ARENA   |            |
| Lenoir Vargas Ferreira      | PSD     |            |
| Miranda Ramos               | PTB     |            |
| Osmar Cunha                 | PSD     |            |
| Wanderley Júnior            | UDN     |            |
| Wilmar Dias                 | PSD     |            |

### São Paulo
| Nome                                | Partido | Observação |
| ----------------------------------- | ------- | ---------- |
| Afrânio de Oliveira                 | PSB     |            |
| Amaral Furlan                       | PSD     |            |
| Aniz Badra                          |         |            |
| Antônio Ezequiel Feliciano da Silva | ARENA   |            |
| Arnaldo Cerdeira                    |         |            |
| Baptista Ramos                      | ARENA   |            |
| Barros Neto                         | UDN     |            |
| Brasílio Machado Neto               | PSD     |            |
| Broca Filho                         | PSP     |            |
| Campos Vergal                       | PSP     |            |
| Carmelo D'Agostino                  | PSD     |            |
| Carvalho Sobrinho                   | PSP     |            |
| Coutinho Cavalcanti                 | PTB     |            |
| Cunha Bueno                         | PSD     |            |
| Dagoberto Salles                    | PSD     |            |
| Derville Allegretti                 | PR      |            |
| Emílio Carlos                       | PTN     |            |
| Euzébio Rocha                       | PDC     |            |
| Ferreira Martins                    | PSP     |            |
| Franco Montoro                      |         |            |
| Geraldo de Carvalho                 | PDC     |            |
| Gualberto Moreira                   | PTN     |            |
| Hamilton Prado                      | PTN     |            |
| Hary Normanton                      | ARENA   |            |
| Henrique Turner                     | PSB     |            |
| Herbert Levy                        | ARENA   |            |
| Horácio Lafer                       | PSD     |            |
| Hugo Borghi                         | PRT     |            |
| Ivette Vargas                       |         |            |
| João Abdalla                        | PSD     |            |
| José Menck                          | PDC     |            |
| José Miraglia                       | PSD     |            |
| Lauro Cruz                          | UDN     |            |
| Luiz Francisco da Silva Carvalho    | PSB     |            |
| Machado de Assis                    | PR      |            |
| Maia Lello                          | PDC     |            |
| Mário Beni                          | PSP     |            |
| Menotti del Picchia                 | PTB     |            |
| Miguel Leuzzi                       | PSD     |            |
| Nelson Omegna                       | PTB     |            |
| Nicolau Tuma                        | UDN     |            |
| Olavo Fontoura                      | PTN     |            |
| Ortiz Monteiro                      | PST     |            |
| Pacheco e Chaves                    | PSD     |            |
| Paulo de Tarso                      | PDC     |            |
| Paulo Lauro                         | PSP     |            |
| Pereira Lopes                       | UDN     |            |
| Plínio Salgado                      | PRP     |            |
| Ranieri Mazzilli                    | MTR     |            |
| Rogê Ferreira                       | PSB     |            |
| Ruy Nazareth                        | PTB     |            |
| Ruy Novaes                          | MTR     |            |
| Salvador Losacco                    | PTB     |            |
| Silva Prado                         | PSB     |            |
| Ulysses Guimarães                   | PSD     |            |
| Waldemar Pessôa                     | PSB     |            |
| Yukishigue Tamura                   | ARENA   |            |

### Sergipe
| Nome               | Partido | Observação |
| ------------------ | ------- | ---------- |
| Airton Teles       | PSD     |            |
| Armando Rollemberg | PR      |            |
| Arnaldo Garcez     | PSD     |            |
| Diniz Gonçalves    | UDN     |            |
| Garcez Vieira      | PSD     |            |
| Humberto Ferreira  | UDN     |            |
| Jocelyno Carvalho  | UDN     |            |
| Leite Neto         | PSD     |            |
| Lourival Baptista  | UDN     |            |
| Matos Teles        | UDN     |            |
| Paes Mendonça      | UDN     |            |
| Passos Porto       | UDN     |            |
| Seixas Dória       | UDN     |            |